# Helmut Krausnick
Helmut Krausnick (* 19. Februar 1905 in Wenden; † 22. Januar 1990 in Stuttgart) war ein deutscher Historiker. Krausnick leitete von 1959 bis 1972 das Münchner Institut für Zeitgeschichte, das in dieser Zeit zum renommiertesten deutschen Forschungsinstitut zur Geschichte des Nationalsozialismus wurde. Von 1953 bis 1972 war Krausnick leitender Redakteur der Vierteljahrshefte für Zeitgeschichte (VfZ), danach Mitherausgeber. Das von ihm mitverfasste Werk Die Truppe des Weltanschauungskrieges über die Ermordung der Juden in der besetzten Sowjetunion durch die Einsatzgruppen gilt als Meilenstein der Holocaustforschung.

## Leben und Werk

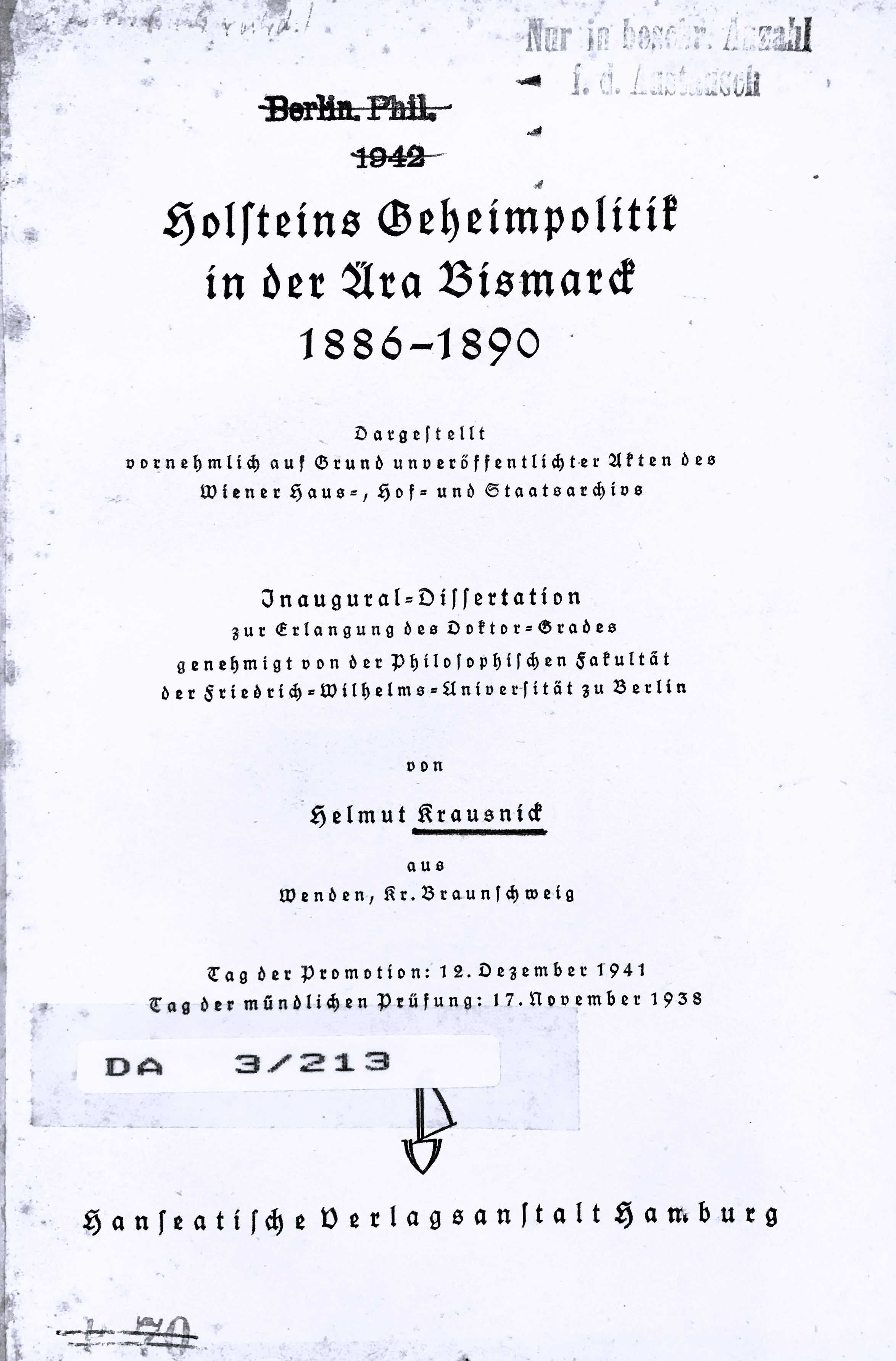
Deckblatt der Berliner Dissertationsschrift von 1941.

Helmut Krausnick wurde als Sohn des aus Hechingen (Hohenzollern) stammenden Arztes Georg Krausnick und dessen Frau Anna, geb. Toeffling, in Wenden (Kreis Braunschweig; heute Ortsteil von Braunschweig) geboren und wuchs in Bad Harzburg auf. Sein Vater war dort praktischer Arzt, seine Mutter leitete eine Haushaltsschule für Mädchen. Von 1914 bis zum Abitur 1923 besuchte Krausnick das Reform-Realgymnasium in Bad Harzburg. Anschließend studierte er Geschichte und Staatswissenschaften an der Universität Breslau, von wo er 1924 nach einer Zwischenstation an der Universität Heidelberg an die Universität Berlin wechselte. Zu seinen wichtigsten akademischen Lehrern zählten Ernst Kornemann, Manfred Laubert, Hermann Reincke-Bloch und Johannes Ziekursch in Breslau, Willy Andreas, Friedrich Baethgen und Wilhelm Windelbrand in Heidelberg sowie Albert Brackmann, Fritz Hartung, Otto Hoetzsch, Friedrich Meinecke, Wilhelm Oncken und Eduard Spranger in Berlin. Im Dezember 1941 wurde Krausnick in Berlin mit einer Arbeit über Holsteins Geheimpolitik in der Ära Bismarck 1886–1890 bei Fritz Hartung promoviert (Zweitgutachter der Dissertation war Wilhelm Schüßler). Nachfolgend arbeitete Krausnick für die Berliner Zentralstelle für Nachkriegsgeschichte beim Reichsarchiv, 1940 wechselte er in die Archivkommission des Auswärtigen Amtes. Von September 1944 bis Mai 1945 leistete er während des Zweiten Weltkrieges Kriegsdienst. Zum 1. Januar 1932 trat Krausnick der NSDAP bei (Mitgliedsnummer 866.684), betätigte sich in seiner Wissenschaft aber nicht als NS-Propagandist.
Krausnick war von 1947 bis 1951 am Internationalen Schulbuchinstitut in Braunschweig beschäftigt. 1951 begann er am von Hermann Mau geleiteten Institut für Zeitgeschichte zu arbeiten. Nachdem dieser 1952 tödlich verunglückt war, führte er dessen Deutsche Geschichte der jüngsten Vergangenheit fort, die 1956 erschien und in verschiedene Sprachen übersetzt wurde. 1959 wurde Krausnick als Nachfolger von Paul Kluke zum Generalsekretär des Instituts ernannt, das er bis zu seinem Ruhestand 1972 leitete. Daneben war Krausnick von 1953 bis 1972 VfZ-Chefredakteur und wurde 1968 zum Honorarprofessor für Zeitgeschichte an der Universität München ernannt. Er trat häufig als gerichtlicher Sachverständiger in NS-Prozessen auf.
Neben von ihm verfassten oder herausgegebenen Monografien veröffentlichte Krausnick regelmäßig in den VfZ anderen zeitgeschichtlichen Zeitschriften. Sein anfängliches Fachgebiet war die Bismarck-Zeit, vor allem die Geheimdiplomatie von Friedrich von Holstein. In seiner Arbeit für das IfZ wandte er sich der Geschichte des Widerstandes gegen Adolf Hitler und der Judenverfolgung zu. Sein Werk Die Truppe des Weltanschauungskrieges war ein wesentlicher Schritt zur Zerstörung der Legende von der „sauberen Wehrmacht“. 1980 wurde Krausnick mit dem Bundesverdienstkreuz 1. Klasse ausgezeichnet.

## Werke (Auswahl)
- (Hrsg.): Neue Bismarck-Gespräche. Hanseatische Verlags-Anstalt, Hamburg 1940.
- Holsteins Geheimpolitik in der Ära Bismarck 1886–1890. Dargestellt vornehmlich auf Grund unveröffentlichter Akten des Wiener Haus-, Hof- und Staatsarchivs. Hanseatische Verlagsanstalt, Hamburg 1942 (Zugl.: Berlin, Univ., Diss., 1941).
- mit Hermann Mau: Deutsche Geschichte der jüngsten Vergangenheit 1933–45. Wunderlich, Tübingen 1956.
- Judenverfolgung. In: Anatomie des SS-Staates, Band 2. Olten, Freiburg i.Br. 1965.
- mit Harold C. Deutsch (Hrsg.): Helmuth Groscurth. Tagebücher eines Abwehroffiziers. Deutsche Verlagsanstalt, Stuttgart 1970.
- mit Hans-Heinrich Wilhelm: Die Truppe des Weltanschauungskrieges. Die Einsatzgruppen der Sicherheitspolizei und des SD 1938–1942. Deutsche Verlags-Anstalt, Stuttgart 1981, ISBN 3-421-01987-8 (Unter dem Titel Hitlers Einsatzgruppen. Die Truppen des Weltanschauungskrieges 1985 als Taschenbuch bei Fischer in Frankfurt. (Zuerst „die Truppen“, die durchgesehene erste Auflage als „die Truppe“). Viele weitere Auflagen, zuletzt unverändert 2016  mit der ISBN 978-3-596-30902-3.)